# Laboratorium Pieśni

Laboratorium Pieśni, 2024

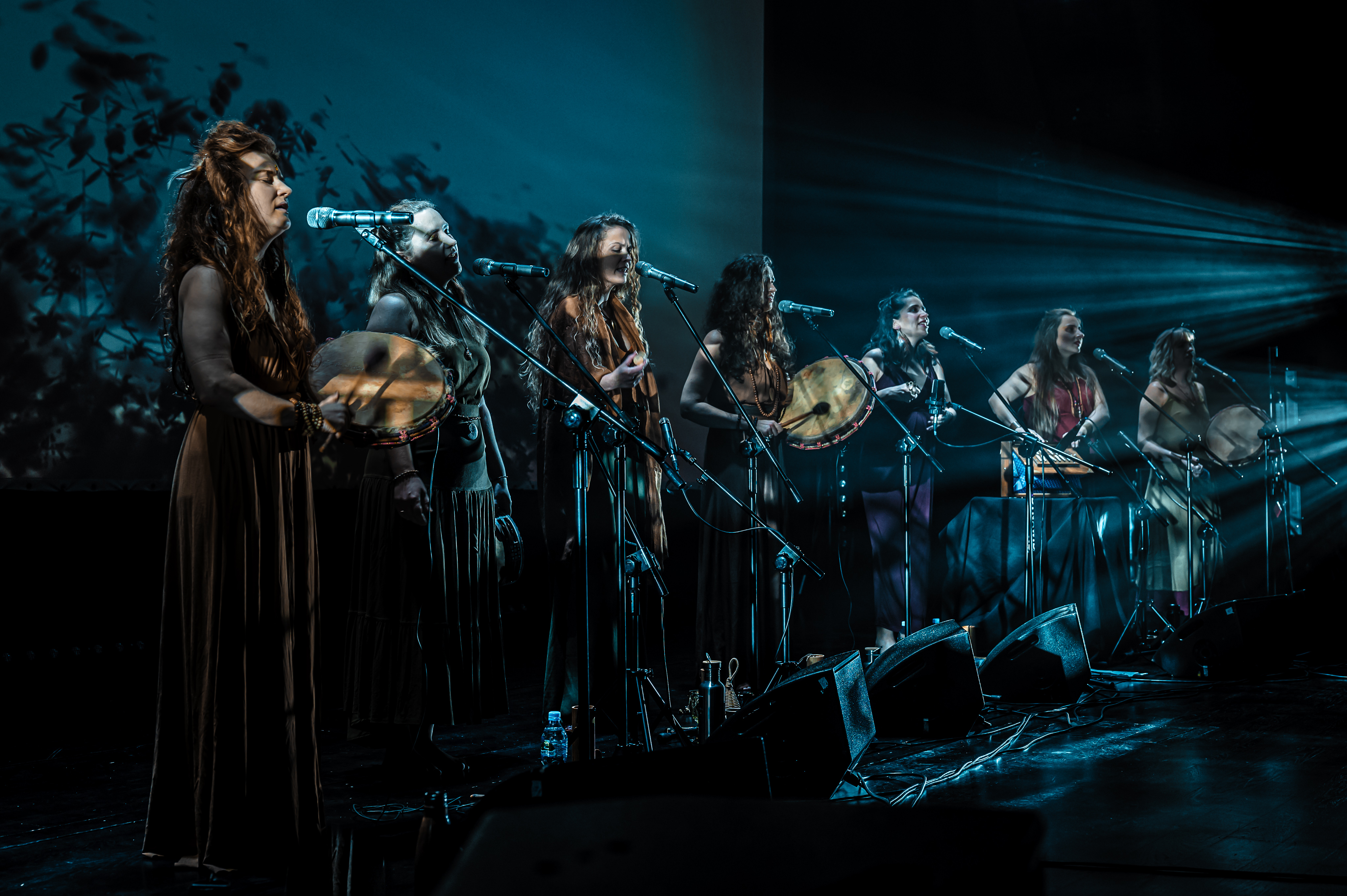
Laboratorium Pieśni, fot. Jacek Klejment, 2022

Laboratorium Pieśni est un groupe vocal fondé à Gdańsk en 2013 par Alina Jurczyszyn et Kamila Bigus, interprétant de la musique traditionnelle de différentes régions du monde (dont la Pologne, l'Ukraine, la Biélorussie, les Balkans, la Scandinavie et la Géorgie) et utilisant la polyphonie, du chant a cappella et divers instruments ethniques.
Leur clip Sztoj pa moru, issu de l'album Rosna, dépasse les 10 millions de vues sur youtube. Rasti, leur troisième album, est édité par Soliton en décembre 2018. L'album est nommé au prix Fryderyk 2020 (l'équivalent polonais des Victoires de la musique) dans la catégorie "Album de musique du monde de l'année".
Le groupe a joué dans différents pays d'Europe, dont la Pologne, la République tchèque et la France. Il a participé en 2016 au Festival du bout du monde, un festival de musique du monde se déroulant sur la presqu'île de Crozon dans le Finistère.

## Discographie
| Année | Titre de l'album                                              |      |                                                            |   |
| ----- | ------------------------------------------------------------- | ---- | ---------------------------------------------------------- | - |
| Année | Titre de l'album                                              | 2016 | Rosna - Date : 19 novembre 2016 - Éditeur : propre édition | - |
| 2017  | Puste noce - Date : 1er avril 2017 - Éditeur : propre édition | -    |                                                            |   |
| 2018  | Rasti - Date : 15 décembre 2018 - Éditeur : Soliton           | -    |                                                            |   |

## Artistes participants
- - Alina Jurczyszyn - voix, tambour chamanique, instruments de percussion
  - Kamila Bigus - voix, tambour chamanique, violon, turc Rebab
  - Lila Schally-Kacprzak - voix, tambour chamanique
  - Magda Jurczyszyn - voix, tambourin
  - Iwona Bajger - voix, sruti
  - Alina Klebba - voix, instruments de percussion
  - Karolina Stawiszyńska - voix